# 강설 (1996년)
강설(1996년 6월 13일 ~ )은 대한민국의 배우, 전 태권도 선수이다.

## 학력
- 2012년 ~ 2015년 성사고등학교 (졸업)
- 2015년 ~ 2019년 한국체육대학교 태권도학과 (졸업)

## 출연

### 방송

#### 드라마
- 2020년 넷플릭스 《인간수업》 (웹 드라마) - 이나은 역
- 2023년 SBS 《모범택시 2》 - 한수련 역

### 영화
- 2022년 《학교게임》 (웹 영화) - 최혜정 역
- 2022년 《걸스 인 더 케이지》

## 수상 및 후보
| 연도 | 시상식                              | 부문                         | 작품 | 결과 |
| ---- | ----------------------------------- | ---------------------------- | ---- | ---- |
| 2012 | 제7회 세계 태권도 품새 선수권대회   | 여자 17세 이하급 동메달      | 빈칸 | 수상 |
| 2013 | 제8회 세계 태권도 품새 선수권대회   | 여자 17세 이하급 은메달      | 빈칸 | 수상 |
| 2016 | 제4회 아시아 태권도 품새 선수권대회 | 30세 이하 여자 개인전 금메달 | 빈칸 | 수상 |
| 2016 | 제4회 아시아 태권도 품새 선수권대회 | 30세 이하 페어전 금메달      | 빈칸 | 수상 |